# Felony murder-regeln
Felony murder-regeln (på engelska felony murder rule) är en juridisk doktrin som tillämpas i en rad common law-länder, framförallt sådana som gör en distinktion mellan misdemeanors (mildare brott) och felonies (grova brott). Begreppet förknippas med vissa jurisdiktioner, främst i vissa delstater i USA. Jämförelsevis måste en misstänkt för mord i Sverige dömas endast om uppsåt för dödandet föreligger (jämför dock likgiltighetsuppsåt samt diskussionen nedan om medgärningsmannaskap). Regeln säger dels att den person som begått ett allvarligt brott, felony, av särskilt våldsam karaktär, som med rimlig kausalitet lett till ett dödsfall, kan dömas som skyldig till mord; detta oavsett om uppsåt för dödandet förelegat eller inte. 

## Regelns innehåll och kritik
Regeln innebär i sin kärna att ett allvarligt brott med risk för skada utvidgas så att uppsåt omfattar även dödande, eller dödsfall, som skett som adekvat följd av det ursprungliga brottet. Den innebär också ofta att även den som varit delaktig i en sådan felony som på adekvat sätt inneburit att någon avlidit, enligt lagens mening är skyldig till mord; oavsett om den enskilde personen varit direkt ansvarig eller ens medveten om offrets död eller ej. Exempelvis kan föraren av en flyktbil som används vid ett väpnat bankrån dömas för mord om en av rånarna skjuter en säkerhetsvakt och denna avlider. Personen måste dock leva upp till kraven för uppsåt för det ursprungliga brottet, d.v.s. bankrånet, och ha haft insikt om dess särskilda farlighet; om två personer kommit överens om att snatta från en klädaffär, och en medför ett vapen och dödar en kassörska efter upptäckt, gäller inte regeln. I bankrånsexemplet skulle frågan om (skarpladdade) vapen införskaffats och medförts, och att också föraren till flyktbilen varit medveten om detta, kunna vara avgörande. Endast förutsägbara följder av det gemensamma brottet får inräknas under regeln. Om en av rånarna på väg till flyktbilen passerar sin expartner och klubbar denne till döds med vapnet, gäller ansvaret för detta mord endast den faktiske mördaren. Om denne ser en polis och väljer att skjuta denne, och skottlossning dessutom sårar eller dödar förbipasserande, kan det dock inräknas om syftet omfattade att göra motstånd. 
Regeln ger sällan en klar riktlinje om exakt vilka följder som räknas in, och har lett till flera förment absurda utfall. 2004 dömdes Ryan Holle till livstids fängelse i Florida (senare nedsatt till 25 år, frisläppt 2024) för att ha lånat ut sin bil till en kriminell bekant, som under ett följande rån mot en knarklangare misshandlade denne till döds. Även om kausaliteten är otvetydig är graden av delaktighet (huruvida att överlåta bilnycklar med ett oklart syfte) som kännedom om konsekvenserna (i detta fall om att ett rån skulle äga rum, och hur grovt våld som kamraten uttryckt sig villig att utöva) sådana att de endast svårligen kan nå bevisgraden av bortom rimligt tvivel som förväntas i brottmål. I det uppmärksammade fallet med dödsskjutningen av Ahmaud Arbery i Georgia 2020 dömdes gärningsmannen Travis McMichaels granne William Bryan till minst 25 års fängelse för mord för att ha bistått den konkrete mördaren, McMichael, med att hejda den döde, Arbery, på flykt från ett påstått inbrott. I detta fall närvarade Bryan vid brottet men hade försökt avvärja skjutningen och efteråt beklagat sig över resultatet och försåg polisen med bevisning från sin mobilkamera. Motivationen var alltså att denne olagligt hejdat (alltså olaga frihetsberövande) Arbery från att fly från platsen med som följd att denne dödades när han försökte greppa tag i McMichaels vapen. I vilken mån sociala och politiska faktorer, liksom avsky för den faktiska gärningen, inverkar på skuldfrågan snarare än en samvetsgrann kalkyl av den enskildes ansvar, inverkar också då skuldfrågan blir avsevärt svårare och öppen för påverkan av det allmänna rättsmedvetandet, beroende på hur domare eller jury bedömer bevisfrågan. Att endast hålla någon som ansvarig på kausala eller objektiva grunder, s.k. strikt ansvar, ses som regel som oförenligt med straffrätt i en rättsstat, ett personligt culpaansvar anses normalt som nödvändigt. När ansvar ska bedömas i flera led innebär det bedömningar som är mer högt svävande än för den vars gärning faktiskt orsakat brottet. Samma problem råder dock i olika former av anstiftansituationer, t.ex. om någon anlitat annan för ett rån, eller inbrott, där uppdragstagaren dödar en person. Omvänt kan dock det faktum att en delaktig person, eller uppdragsgivare, inte fälls givet bristande direkt personligt ansvar för utfallet också uppfattas som stötande.

## I andra länder än USA
Innehållen i regeln kallas transferred intent respektive common purpose i engelsk rätt, där den har mångårig tillämpning, och innebär konkret att en överenskommelse om ett våldsamt brott innebär att ansvaret för ett mord utvidga till samtliga som uppsåtligt deltagit i det ursprungliga brottet. Ett berömt, och kontroversiellt, fall är Derek Bentley, som hängdes under regeln om common purpose eller joint enterprise 1953, trots att hans partner Christopher Craig - som var minderårig - begått det faktiska brottet, mordet på en polisman under ett pågående inbrott. Craig avtjänade 10 års fängelse. Jämförelsevis i Australien, som ärvde samma doktrin, dömdes Peter John Walker för dråp 1966 sedan han rymt från Pentridgefängelset utanför Melbourne tillsammans med Ronald Ryan, som dömdes för att ha skjutit en vakt till döds. (Då flykten inte, bevisligen, omfattat överenskommelse om grovt våld mot kunde endast Ryan dömas för mord; jämför Stureplansmorden i svensk kontext, där medgärningsmännen dömdes för vållande till annans död medan den konkrete gärningsmannen Zethraeus dömdes för mord avseende samma händelse.) 
Som pedagogiskt exempel kan ges det stora tågrånet 1963, då lokföraren Jack Mills misshandlades svårt av en icke fastställd gärningsman, och en dödsdom (för rånmord) kunnat utdelas mot samtliga inblandade i tågrånet - oavsett vem som utdelade slaget - om Mills dött av slaget, såvida rånplanerna omfattat möjligheten att använda (brutalt) våld mot de ombord på tåget. Det faktum att Mills avled först 1970, efter åratal av neurologiska symtom efter misshandeln, uteslöt dock åtal för mord under den så kallade year and a day-regeln, som innebar att kausalitet mellan skada och uppsåtligt mord kan föreligga endast om högst ett kalenderår skiljer brottet (slagen i huvudet) och effekten (döden). 
Regeln tillämpas även i Sydafrika, inspirerat av engelsk rätt, trots kontroversiella fall från apartheidtiden där motståndsmän hängts (som Solomon Mahlangu) sedan deras sammansvurna öppnat eld eller gjort motstånd. 

## Motiv för regeln
Regeln har lång tillämpning i anglosaxisk rätt och både praktiska och moraliska grunder. Som skäl för common purpose anses behovet att beivra brott där det är svårt att bevisa konkret uppsåt samt dispyter om vem som hållit i ett vapen eller liknande (se ex. Lindomefallet). Den anses även ha ett avskräckande syfte, då en rånare som riskerar dömas för mord; livstidsstraff eller dödsstraff, kommer verka återhållsamt inte bara för egen del utan även för kollegors beteenden och utrustning inför ett planerat brott (som i exemplet med skarpladdade vapnen). Enligt förespråkarna kommer då brottslingar att självreglera varandras beteende för att minimera risken för att deras kamrater utövar dödligt våld, och möjligheten för en "messias" som påtar sig en klart allvarligare gärning faller bort. Även regeln om att okunnighet om en lag inte är skäl för friande, eftersom det som regel är svårt bevisa att någon faktiskt kände till aktuell lag och ett strikt ansvar att känna till lagens innehåll förutsätts. Undantag om detta stipuleras om rättsvillfarelse och är i regel mycket begränsande. Även om antagandet att delaktighet i grov brottslighet kan innebära straffrättsligt ansvar för mord, utan eget uppsåt, kan tyckas hårt har det generellt en popularitet hos åklagare och en bredare allmänhet. 
För antagandet om transferred intent, alltså uppsåtets utvidgning, föreligger främst bevistekniska skäl, då det som regel är svårt att fastställa uppsåt särskilt vid ett plötsligt eller känslostyrt brott. Även i andra fall föreligger hjälpregler för att fastslå uppsåt, som (i avsaknad av erkännande) som regel grundas på vissa gärningar snarare än en konkret föreställning om gärningsmannens subjektiva uppsåt, jämför likgiltighetsuppsåt. Har en person exempelvis laddat ett automatvapen och skjutit in i en folkmassa, kommer en domstol som regel finna att uppsåt att döda föreligger, det vill säga att personen begått mord, åtminstone så länge denne är medveten om skjutvapnets karaktär, innehåll och människornas närvaro. Bevisbördan för gärningsculpa blir då i praktiken omvänd, och uppsåt kommer antas saknas endast om gärningsmannen till exempel varit svårt påverkad av psykofarmaka, är blind och trott sig befinna sig på ett öde fält, eller intalats delta i ett skämt och att patronerna skulle varit av ofarlig karaktär. Även om gärningen varit extremt impulsiv och inställningen till konsekvenserna är oklar får föreställningen om vad gärningsmannen, eller en genomsnittlig person (det så kallade reasonable man-testet) uppfattat utgöra grund för rättens uppfattning om vad gärningsmannen egentligen "velat". Att då på motsvarande sätt anta att en person som begår en farlig handling, som ett väpnat rån, accepterar den möjliga följden av död och genomdriver handlingen med dödsfall som följd på samma sätt, kan ses som en motsvarande utvidgning eller uttryck för det allmänna rättsmedvetandet om vad uppsåt egentligen utgör. Slutligen kan rättstillämpningen bli mindre godtycklig och enhetlig då alternativet, att försöka utröna in casu om en knivrånare velat döda sitt offer sedan tumult uppstår och ett dödligt stick utdelas, kan leda till att vissa döms lindrigare (grov misshandel och vållande till annans död) än andra (mord) för vad som förefaller varit samma sorts gärning. Då straffvärdet skiljer sig väsentligt mellan dessa utfall kan en godtycklighet för både individen och samhället framstå som djupt orättvis. Med felony murder-regeln föreligger då uppsåt, alltså grund för mord, tydligt sedan genom knivrånet, och sedan dödsfallet, realiserats. Som ytterligare invändning är dock alla fall olika och bör, även om det sällan blir utfallet, behandlas olika. Följdfrågor om kausaliteten, till exempel om ansvar om en läkare bidragit till dödsfallet genom underlåtenhet eller användning av infekterade instrument, löses inte heller av någon hjälpregel utan kräver att alla enskilda faktorer tas med i bedömningen. 

## I svensk kontext
Det kan även diskuteras om svensk rätt i praktiken tillämpar liknande resonemang i praxis; jämför Lindomedoktrinen samt resonemangen i Malexandermorden (Göta Hovrätts dom B 185-00 och 180-00). I det senare fallet dömdes rånaren Andreas Axelsson till livstids fängelse för mord (ej medhjälp till mord) trots att han även i rättens ögon legat svårt skottskadad i flyktbilen medan en av hans kamrater, Jackie Arklöv eller Tony Olsson, plockat upp polismännens vapen och tillfogat de två huvudskotten. Resonemanget löd i korthet att då samtliga tre män delaktigt mer eller mindre i skottlossningen som föregått avrättningarna var det oväsentligt om vem som faktiskt avlossat de dödande skotten. Detta resonemang påminner den regel som efter Lindomefallet införts vid fall då flera gemensamt tillfogat dödande skador (i Lindomefallet genom gemensam misshandel med tillhyggen) men kan och har kritiserats för att ha bortsett ifrån att de dödande skottskadorna var kända och tillfogats av en gärningsman. Medan oklarhet rådde under rättegången om "bödeln" varit Olsson eller Arklöv (den numera accepterade gärningsmannen) ansågs det nästan helt säkert att denne inte var Axelsson. Att Axelsson tidigare deltagit i skottlossning mot poliserna ifråga, samt mot en tredje polis, behandlades alltså som en möjlig betingelse som orsakat polismännens död (morden) samtidigt som denna otvetydigt orsakats av en senare, isolerad gärning. Detta bygger dock i sin tur på den något godtyckliga omständigheten att polismännen slutligen dödats genom den "isolerbara" gärningen, i form av nackskott. Om detta inte skett men en eller båda poliserna avlidit av befintliga skador hade hovrättens bedömning för Olssons och särskilt Axelssons del kunnat framstå som mer rimlig. Jämförelsevis skulle, under felony murder-regeln eller transferred intent, Axelsson sägas vara delaktig i morden på poliserna så länge denne var delaktig i rånet/polisjakten när morden begicks. Om han däremot avvikit från platsen eller insomnat av skottskadorna, alltså varit medvetslös, upphör deltagandet och han ska ej hållas som ansvarig då delaktighet och/eller gärningsculpa inte föreligger för brottet som utvidgas till att omfatta mordet. Gränsdragningar för dessa omständigheter, t.ex. att en bankrånare vänt sig mot dörren och börjat lämna platsen samtidigt som skottlossning utbyter, och en person dödas, eller när en given flyktförare lämnat platsen på grund av kalla fötter, leder dock till en liknande godtycklighet, liksom i Hollefallet ovan (huruvida lån av bil, för att utföra ett rån, är brottslig i sådan grad att det kan anses som medhjälp till mordet som begås med hjälp av bilen). Regeln anses dock ha fördelar i bevishänseende visavi en enskild bedömning (t.ex. i fråga om vem som bar vapen, medan övriga "endast" samlade in pengar eller körde flyktbilen) och innebära en mindre godtycklig ansvarsfördelning än vid en bedömning enligt den ovan.